# 4, 3, 2, 1
4, 3, 2, 1 – wydany 9 grudnia 1997 singel amerykańskiego rapera, LL Cool J-a. Promuje jego siódmy album, "Phenomenon". Został wyprodukowany przez Ericka Sermona i wystąpili na nim gościnnie DMX, Method Man, Redman i Canibus. Powstał do niego również remiks z dodatkową zwrotką autorstwa rapera z południa, Mastera P. Zarówno do oryginalnej wersji (jednak bez Canibusa) jak i do remiksu (z Canibusem i Masterem P) powstały klipy. Singel osiągnął 75. miejsce na liście Billboard Hot 100, a także #10 na Hot Rap Singles i 24. na Hot R&B/Hip-Hop Songs. Sample z tego utworu został użyty do singla Total, "Trippin'".
"4, 3, 2, 1" jest znane jako utwór, który zapoczątkował beef LL Cool J-a z Canibusem. LL potraktował tekst Canibusa "L, is that mic on your arm? Let me borrow that" (L, to mikrofon na twoim ramieniu? Pożycz mi go) jako diss, chociaż Williams powiedział, że w ten sposób chciał okazać szacunek rapowemu weteranowi. LL odpowiedział już w "4, 3, 2, 1" mówiąc chociażby "Now let's get back to this mic on my arm / If it ever left my side, it'd transform into a time bomb" ("Wróćmy do tego mikrofonu na moim ramieniu / Jeśli kiedykolwiek mnie opuści, zamieni się w bombę zegarową").

## Lista utworów

### Strona A
1. "4, 3, 2, 1" (Radio Edit)
2. "4, 3, 2, 1" (Regular Version)
3. "4, 3, 2, 1" (Instrumental)

### Strona B
1. "4, 3, 2, 1" (Radio Edit)
2. "4, 3, 2, 1" (Regular Version)
3. "4, 3, 2, 1" (A Cappella)